# Бойга
Бойга (Boiga) — рід змій родини полозових (Colubridae). Умовно отруйні змії (реальної небезпеки для людини, як правило, не становлять).
У роді — 32 види.

## Опис
Загальна довжина представників роду досягає 2,8 м. На спині вздовж хребта 1 ряд розширених лусок, голова різко відмежована від шиї, очі великі, зіниця вертикальна. Навколо середини тулуба є 17-31 луски, черевних щитків — 202—272, підхвостових — 75-156 пар. Черевні щитки утворюють кіль з боків тіла. Підхвостовий щитки розташовуються у 2 рядки. Хвіст довгий і чіпкий. Максилярна кістка має 10-14 зубів рівного розміру, у задній частині — 2-3 великих борознистих ікла, відокремлених беззубим проміжком.
Всі бойги за типом отруйного апарату мають у задній частині верхньощелепних кісток борознисті отруйні зуби. Борозенка служить для стоку отрути. Зазвичай змії цієї групи небезпечні для дрібних тварин, яких змії легко вражають глибоко посадженими отруйними зубами. Низка великих видів (довжиною тіла понад 2 метрів) становить небезпеку для людини. Отрута нейротоксичної дії.

## Спосіб життя
Полюбляють піщані пустелі, сухі передгір'я, тропічні дощові ліси, мангрові зарості. У гірських лісах піднімаються на висоту до 2800 м над рівнем моря. Нічні, переважно деревні тварини; живляться дрібними хребетними, найчастіше ящірками. Укус для дорослої людини не смертельний.
Це яйцекладні змії. Самиці відкладають від 5 до 25 яєць.

## Розповсюдження
Мешкають у Південній Азії (більшість), Африці й Австралії з прилеглими островами.

## Види
- Boiga andamanensis
- Boiga angulata
- Бойга Барнеса (Boiga barnesii)
- Бойга Бедома (Boiga beddomei)
- Бойга бенгкулуйська (Boiga bengkuluensis)
- Boiga bourreti
- Бойга цейлонська (Boiga ceylonensis)
- Бойга зелена (Boiga cyanea)
- Бойга собакозуба (Boiga cynodon)
- Бойга мангрова (Boiga dendrophila
- Boiga dightoni
- Бойга Драп'єза (Boiga drapiezii)
- Бойга Форстена (Boiga forsteni)
- Boiga gokool
- Бойга гуансійська (Boiga guangxiensis)
- Boiga hoeseli
- Бура бойга (Boiga irregularis)
- Бойга яшмова (Boiga jaspidea)
- Бойга китайська (Boiga kraepelini)
- Бойга багатосмуга (Boiga multifasciata)
- Бойга багатоплямиста (Boiga multomaculata)
- Бойга чорноголова (Boiga nigriceps)
- Boiga nuchalis
- Boiga ochracea
- Boiga philippina
- Boiga quincunciata
- Boiga ranawanei
- Boiga saengsomi
- Boiga schultzei
- Boiga siamensis
- Boiga tanahjampeana
- Boiga thackerayi
- Бойга індійська (Boiga trigonata)
- Boiga wallachi